# Морской монстр (мультфильм)
«Морской монстр» (англ. The Sea Beast) — полнометражный анимационный фильм американского режиссёра Криса Уильямса, вышедший на экраны в 2022 года. Премьера фильма в кинотеатрах состоялась 24 июня 2022 года, а 8 июля он дебютировал на Netflix. Мультфильм получил положительные отзывы критиков и получил номинацию на 95-й церемонии вручения премии «Оскар» в категории лучший анимационный фильм.

## Сюжет
На протяжении сотен лет идет война между людьми и морскими монстрами. Монстры выбираются на сушу, сея ужас и уничтожая города, а люди посылают в море корабли с отважными охотниками, которые убивают чудовищ. Самый известный из кораблей-охотников, это «Неизбежный» с легендарным капитаном Кроу. У Кроу есть приемный сын Джейкоб Холланд и мечта — отомстить огромному морскому монстру, получившему прозвище «Красный Ревун».
Когда корабль Кроу выходит в море, чтобы найти и убить Красного Ревуна, на его борту обнаруживают «зайца» — девочку-сироту Мэйси Брамбл, которая мечтает стать охотницей на морских монстров, как её погибшие родители. Смелость Мэйси понравилась капитану и он разрешил ей остаться на «Неизбежном». Охотники находят Красного Ревуна, но им не удается его поймать, наоборот чудовище захватывает пастью лодку с Джейкобом и Мэйси, и не глотая добычу, отвозит их на остров где живут другие гигантские животные. Там девочка видит что далеко не все они злобные и агрессивные, а Красный Ревун, которой Мэйси дает новое имя — Красная, дважды спасет жизнь ей и Джейкобу. Мэйси находит на острове друга, маленького синего зверька и уговаривает Красную отвезти их на другой остров где живут люди.
В это время капитан Кроу, думая что из-за Красного Ревуна он потерял приемного сына, покупает сильнейший яд и орудие, которое может вонзить отравленный гарпун глубоко в тело жертвы. При встрече с Красной он стреляет в неё, и парализованную ядом, отвозит в королевский дворец. Попытки Мэйси и Джейкоба убедить капитана в том что Красная не опасна, ни к чему не приводят и только в последнюю минуту девочке удается доказать, что рассказы о нападениях морских монстров на города людей — расчетливая ложь.
Красная уплывает в открытое море, а Джейкоб и Мэйси поселяются в домике на берегу. Девочка находит новую семью.

## Персонажи
- Мэйси Брамбл (озвучивает Зарис-Анхель Хатор), сирота, чьи родители погибли во время охоты на морских монстров.
- Джейкоб Холланд (озвучивает Карл Урбан), приёмный сын капитана Кроу, охотник на морских монстров.
- Красный Ревун, позднее Красная, морской монстр.
- Капитан Кроу (озвучивает Джаред Харрис), капитан парусника «Неизбежный», тридцать лет назад потерявший глаз в битве с Красным Ревуном.
- Сара Шарп (озвучивает Мэрианн Жан-Баптист), помощник капитана парусника «Неизбежный».
- Королева (озвучивает Дун Макичан), королева.
- Мисс Мерино (озвучивает Хелен Сэдлер), боцман парусника «Неизбежный».

## Производство
5 ноября 2018 года Netflix объявил, что Крис Уильямс напишет сценарий к анимационному фильму «Jacob and the Sea Beast». 7 ноября 2020 года фильм был переименован в «The Sea Beast». Анимация производилась фирмой Sony Pictures Imageworks в Ванкувере.

## Продолжение
В январе 2023 года в интервью изданию The Hollywood Reporter режиссер Крис Уильямс рассказал, что после успеха фильма подписал контракт с Netflix и будет работать над продолжением «Морского зверя».